# スティル・アライヴ・アンド・ウェル
『スティル・アライヴ・アンド・ウェル』（Still Alive and Well）は、アメリカ合衆国のブルース・ミュージシャン、ジョニー・ウィンターが1973年に発表した3年ぶりのスタジオ・アルバム。コロムビア・レコード契約後としては4作目のスタジオ・アルバムに当たる。

## 解説
「シルヴァー・トレイン」と「レット・イット・ブリード」はローリング・ストーンズのカヴァー。ジョニー・ウィンターは、「シルヴァー・トレイン」がまだデモの段階だった時にこの曲を耳にして、ローリング・ストーンズのヴァージョンよりも先に本作で発表しており、ローリング・ストーンズは1973年8月発表のシングル「悲しみのアンジー」およびアルバム『山羊の頭のスープ』に「シルヴァー・トレイン」を収録した。
本作は、ウィンターの母国アメリカで商業的に成功を収め、Billboard 200では過去最高の22位に達した。

## 収録曲
1. ロック・ミー・ベイビー - "Rock Me Baby" (Willie Broonzy, Arthur Crudup) - 3:49
2. キャント・ユー・フィール・イット - "Can't You Feel It" (Dan Hartman) - 3:01
3. チープ・テキーラ - "Cheap Tequila" (Rick Derringer) - 4:04
4. オール・トア・ダウン - "All Tore Down" (J. Crane) - 4:31
5. ロック&ロール - "Rock & Roll" (Johnny Winter) - 4:44
6. シルヴァー・トレイン - "Silver Train" (Mick Jagger, Keith Richards) - 3:34
7. エイント・ナッシング・トゥ・ミー - "Ain't Nothing to Me" (E. Dunbar) - 3:05
8. スティル・アライヴ・アンド・ウェル - "Still Alive & Well" (R. Derringer) - 3:43
9. トゥー・マッチ・セコナル - "Too Much Seconal" (J. Winter) - 4:21
10. レット・イット・ブリード - "Let It Bleed" (M. Jagger, K. Richards) - 4:11

### リマスターCDボーナス・トラック
1. ルシール - "Lucille" (Little Richard) - 2:45
2. ビュイック6型の想い出 - "From a Buick 6" (Bob Dylan) - 2:38

## 参加ミュージシャン
- ジョニー・ウィンター - ボーカル、ギター
- リック・デリンジャー - ギター
- ランディ・ジョー・ホブス - ベース
- リチャード・ヒューズ - ドラムス、パーカッション
- トッド・ラングレン - メロトロン(on 3.)
- マーク・クリングマン - ピアノ(on 6.)
- ジェレミー・スタイグ - フルート(on 9.)